# Suterilla neozelanica
Suterilla neozelanica är en snäckart som först beskrevs av R. Murdoch 1899.  Suterilla neozelanica ingår i släktet Suterilla och familjen Assimineidae. Inga underarter finns listade i Catalogue of Life.